# La Fàbrica (Sant Martí Sesgueioles)
La Fàbrica és una nau industrial al nucli de Sant Martí Sesgueioles (Anoia) protegida com a bé cultural d'interès local. Es tracta d'un edifici en testera amb façana principal a l'avinguda Catalunya, amb obertures d'arc rebaixat. L'estructura consta de parets de càrrega i coberta amb encavallades espanyoles de fusta de melis. És una estructura recorrent en els immobles de la indústria tèxtil al voltant de 1920. Les parets són de pedra calcària, probablement tipus dolomítica, la natural de la zona, amb un rejuntat de morter de calç. L'amplada de les parets és de 45 cm. La coberta, a dues aigües, és a base de teula àrab sobre base de peces ceràmiques suportades per cabirons i corretges de fusta, tot el conjunt es recolza sobres les nou encavallades de fusta, d'uns catorze metres de llum.
La nau és totalment diàfana. L'ús ramader que va tenir posteriorment va ocasionar reformes. Es van fer divisions de maó i un terrabastall. L'estat de conservació és dolent, ja que no s'ha fet cap mena de manteniment.
La superfície construïda de la nau és de 616,65 m² i una superfície útil de 560 m². L'edifici consta d'una sola planta i consta d'un petit terrabastall a la part posterior de 127,61 m², de maó i peces ceràmiques.

## Història
La Fàbrica de Sant Martí Sesgueioles és una antiga nau industrial que inicialment tenia un ús tèxtil i posteriorment va tenir un ús ramader.
Una de les activitats productives que ha tingut més importància a Sant Martí Sesgueioles entre els segles xvi i fins al segle xx, juntament amb les mines, ha estat la fabricació de mantes i piteus (draps originaris de Sant Llorenç dels Piteus, al Solsonès, que servien per fer peücs, capes de pastor i mantes de traginer).
A finals del segle xix i fins ben entrat el segle XX a Catalunya hi havia centenars de fàbriques tèxtils. Fou especialment a les comarques de Barcelona on aquest fenomen fou més rellevant. En el cas de Sant Martí Sesgueioles la centenària tradició de fabricació de mantes de llana amb telers manuals fou substituïda per una moderna indústria de producció de teixits de cotó amb telers mecànics.
El fundador d'aquesta fàbrica, Josep Torelló, va iniciar-se en els negocis amb 10.000 pessetes que li va donar el seu pare. Cal dir que la família dels Torelló, eren principalment advocats i tenien importants finques, però eren del tot aliens al món del tèxtil. Josep Torelló va adquirir experiència sobre el tèxtil gràcies a la família Muntades, de l'Espanya Industrial, amb qui estava emparentat.
Cap al 1915, Torelló era titular d'una fàbrica de teixits a Copons i estava associat amb els Carbonell que eren teixidors. En aquest moment ja havia esclatat la Primera Guerra Mundial i, per tant, hi havia gran demanda de tèxtil.
Van expandir el negoci cap a Sant Martí Sesgueioles on el 1929 ja van trobar construïda una nau pensada per acollir una indústria tèxtil. Finalment Josep Torelló i Cendra va quedar com a únic propietari d'aquesta fàbrica i va posar com a director a Joan Muns. Els teixits produïts a can Torelló eren teles per a camiseria, folreria, sarja per a vestimenta de treball, entre d'altres.
L'Ajuntament de Sant Martí Sesgueioles és propietari d'aquesta fàbrica que destinarà a usos per a la comunitat: centre cívic, local polivalent, etc.